# Eleição municipal de Palmas em 1996
A eleição municipal de Palmas em 1996 ocorreu em 3 de outubro do mesmo ano, para a eleição de um prefeito, um vice-prefeito e mais 11 vereadores. O prefeito era Eduardo Siqueira Campos (PPB) que terminara seu mandato em 1 de janeiro de 1997. Odir Rocha (PPB) foi eleito prefeito de Palmas, e governou a cidade pelo período de 1º de janeiro de 1997 a 31 de dezembro de 2000.

## Candidatos
|  | Nº | Candidato(a) a prefeito | Candidato(a) a prefeito                              | Candidato(a) a vice-prefeito | Candidato(a) a vice-prefeito | Coligação |
|  | -- | ----------------------- | ---------------------------------------------------- | ---------------------------- | ---------------------------- | --- |
|  | 15 |                         | Freire Júnior (PMDB) José dos Santos Freire Júnior   |                              | Não disponível               | não conhecido - Partido do Movimento Democrático Brasileiro (PMDB) - Partido da Reconstrução Nacional (PRN) - Partido Trabalhista do Brasil (PTdoB) - Partido Social Liberal (PSL)                                                                                                 |
|  | 11 |                         | Odir Rocha (PPB) Manoel Odir Rocha                   |                              | Adagsmar Araújo(--)          | não conhecido - Partido Progressista Brasileiro (PPB) - Partido da Frente Liberal (PFL) - Partido Trabalhista Nacional (PTN) - Partido Social Trabalhista (PST) - Partido Social Democrático (PSD) - Partido Trabalhista Brasileiro (PTB) - Partido dos Aposentados da Nação (PAN) |
|  | 45 |                         | Raul Filho (PSDB) Raul de Jesus Lustosa Filho        |                              | Não disponível               | não conhecido - Partido da Social Democracia Brasileira (PSDB) - Partido dos Trabalhadores (PT) - Partido Comunista do Brasil (PCdoB) - Partido Democrático Trabalhista (PDT) - Partido Socialista Brasileiro (PSB) - Partido Liberal (PL) - Partido Social Cristão (PSC)          |
|  | 33 |                         | Romenthier Pagano (PMN) Romenthier Ítalo Pagano      |                              | Não disponível               | Partido não coligado - Partido da Mobilização Nacional (PMN) |
|  | 43 |                         | Valdécio Costa (PV) Francisco Valdécio Costa Pereira |                              | Não disponível               | Partido não coligado - Partido Verde (PV) |
|  | 23 |                         | Zezinho Oliveira (PPS) José Pereira de Oliveira      |                              | Não disponível               | Partido não coligado - Partido Popular Socialista (PPS) |

## Resultado da eleição para prefeito
| 1º Turno 3 de outubro de 1996 | 1º Turno 3 de outubro de 1996 | 1º Turno 3 de outubro de 1996 | 1º Turno 3 de outubro de 1996 |
| Candidato(a)                  | Vice                          | Votação                       | Votação                       |
| Candidato(a)                  | Vice                          | Total                         | Porcentagem                   |
| ----------------------------- | ----------------------------- | ----------------------------- | ----------------------------- |
| Odir Rocha (PPB)              | Não disponível                | 13.361                        | 44,62%                        |
| Raul Filho (PSDB)             | Não disponível                | 10.078                        | 33,66%                        |
| Freire Júnior (PMDB)          | Não disponível                | 6.152                         | 20,55%                        |
| Romenthier Pagano (PMN)       | Não disponível                | 163                           | 0,55%                         |
| Valdécio Costa (PV)           | Não disponível                | 121                           | 0,40%                         |
| Zezinho Oliveira (PPS)        | Não disponível                | 66                            | 0,22%                         |
| Total de votos válidos        | Total de votos válidos        | 29.941                        | 100,00%                       |
| Votos apurados                |                               |                               |                               |
| Votos válidos                 | Votos válidos                 | 29.941                        | 94,65%                        |
| Votos em branco               | Votos em branco               | 191                           | 0,60%                         |
| Votos nulos                   | Votos nulos                   | 1.503                         | 4,75%                         |
| Total de votos apurados       | Total de votos apurados       | 31.635                        | 100,00%                       |
| Eleitores                     |                               |                               |                               |
| Comparecimento                | Comparecimento                | 31.635                        | 74,76%                        |
| Abstenções                    | Abstenções                    | 10.678                        | 25,24%                        |
| Total de eleitores            | Total de eleitores            | 42.313                        | 100,00%                       |

## Vereadores eleitos
| Número | Vereadores                                | Partido | Votação | Percentual |
| ------ | ----------------------------------------- | ------- | ------- | ---------- |
| 14614  | CARLOS HENRIQUE AMORIM                    | PTB     | 846     | 2,863      |
| 45611  | ELI DIAS BORGES                           | PSDB    | 803     | 2,718      |
| 11604  | MARIA DE JESUS MENDES DE SOUZA            | PPB     | 777     | 2,630      |
| 11610  | AMARILDO MARTINS DA SILVA                 | PPB     | 813     | 2,752      |
| 25633  | JUAREZ BATISTA GIOVANETTI                 | PFL     | 1.229   | 4,159      |
| 11602  | TIBURCIO MARCIO PIMENTEL TOLENTINO        | PPB     | 740     | 2,504      |
| 15612  | ZILNEIDE NOGUEIRA AVELINO                 | PMDB    | 579     | 1,960      |
| 15606  | CIRLENE AZEVEDO HONORATO PUGLIESI TAVARES | PMDB    | 445     | 1,506      |
| 25654  | MARIZA SALES COELHO                       | PFL     | 613     | 2,075      |
| 45678  | IVORI DE LIRA AGUIAR CUNHA                | PSDB    | 708     | 2,396      |
| 25699  | WANDERLEI BARBOSA CASTRO                  | PFL     | 938     | 3,175      |